# Wilhering
Wilhering is een gemeente in de Oostenrijkse deelstaat Opper-Oostenrijk, gelegen in het district Linz-Land (LL). De gemeente heeft ongeveer 5200 inwoners.

## Geografie
Wilhering heeft een oppervlakte van 30 km². Het ligt in het oosten van de deelstaat Opper-Oostenrijk, ten zuiden van de stad Linz.
Allhaming · Ansfelden · Asten · Eggendorf im Traunkreis · Enns · Hargelsberg · Hofkirchen im Traunkreis · Hörsching · Kematen an der Krems · Kirchberg-Thening · Kronstorf · Leonding · Neuhofen an der Krems · Niederneukirchen · Oftering · Pasching · Piberbach · Pucking · Sankt Florian · Sankt Marien · Traun · Wilhering
- Gemeinsame Normdatei: 4066175-1
- Library of Congress Control Number: nr93028771
- MusicBrainz: fc560c46-2356-40f5-8ae8-c9f2146036e6
- Nationale Bibliotheek van Tsjechië: ge602872
- Virtual International Authority File: 152881026
- WorldCat: E39PBJdx48cTDBTY3JhKHVmPQq